# Потехин, Борис Николаевич
Борис Николаевич Потехин (9 (22 ноября) 1917 — 5 мая 1982) — вице-адмирал ВМФ СССР, начальник Тихоокеанского высшего военно-морского училища имени С. О. Макарова в 1972—1976 годах.

## Биография
Уроженец города Глазов. После окончания школы до 17 лет работал на одном из воронежских заводов, в возрасте 17 лет по путёвке комсомола был направлен на флот. На флоте с 9 августа 1934 года.
Окончил в 1938 году Военно-морское училище имени М. В. Фрунзе, после его окончания направлен на Тихоокеанский флот, служил также на Краснознаменной Амурской флотилии. Участник Великой Отечественной и советско-японской войн. Службу проходил на мониторе «Киров» 2-й бригады речных кораблей (2 брк) Амурской военной флотилии, командиром которого был во время советско-японской. Во время боевых действий в Маньчжурии монитор находился на капитальном ремонте, который был завершён усилиями капитан-лейтенанта Варакина.
На Тихоокеанском флоте Потехин прошел путь от лейтенанта до вице-адмирала. В августе 1955 года в звании капитана 1-го ранга назначен первым командиром Краснознамённой Амурской военно-речной базы Тихоокеанского флота, сформированной вместо Краснознамённой Амурской флотилии. Позже его на этом посту сменил капитан 1-го ранга В. И. Дорошенко. До 1972 года был заместителем командующего Тихоокеанским флотом по строевой части. Принял участие в образовании Пионерской флотилии Краснознамённого Тихоокеанского флота (нынешняя детская флотилия «Варяг»).
С марта 1972 года по апрель 1976 года — начальник Тихоокеанского высшего военно-морского училища имени С. О. Макарова.
Уволен по возрасту в запас. Переехал в Одессу, где и провёл остаток жизни.
Потехин известен также как поэт. Он начал писать стихи в военно-морском училище, публикуя их в многотиражной газете. Позже стихи печатались на страницах газет «Красная звезда», «Боевая вахта», «Красное знамя», в журнале «Дальний Восток», в коллективных сборниках поэтов-тихоокеанцев и в других изданиях.

## Награды
- медаль «За боевые заслуги» (3 ноября 1944) — за долгосрочную и безупречную службу[3]
- орден Отечественной войны II степени (7 сентября 1945)[4]
- медаль «За победу над Германией в Великой Отечественной войне 1941-1945 гг.»
- медаль «За победу над Японией»